# Gregory Peck
Eldred Gregory Peck (La Jolla, 5 aprile 1916 – Los Angeles, 12 giugno 2003) è stato un attore statunitense.
Vincitore del Premio Oscar per la sua interpretazione dell'avvocato Atticus Finch nel film Il buio oltre la siepe (1962), nel corso della sua carriera ha spesso incarnato personaggi idealisti e di elevata statura morale. Il 20 gennaio 1969 il Presidente Lyndon B. Johnson lo ha onorato con la Medaglia presidenziale della libertà per il suo impegno umanitario.
L'American Film Institute ha inserito Peck al dodicesimo posto tra le più grandi star della storia del cinema.

## Biografia

### Gli inizi
Gregory Peck nacque a La Jolla il 5 aprile 1916, figlio unico di Gregory Pearl Peck, un farmacista di origini irlandesi, parente di Tomás Pádraig Ághas, e Bernice Ayres, insegnante di origini scozzesi. I genitori divorziarono quando aveva 5 anni. La sua infanzia trascorse tranquillamente. Nel 1936, ventenne, s'iscrisse alla facoltà di medicina e si dedicò contestualmente all'attività sportiva, gareggiando in una squadra di canottaggio.
Nel 1938, durante una trasferta a New York, assistette allo spettacolo teatrale I've Married an Angel, rimanendone affascinato. Una volta tornato a Los Angeles, s'iscrisse alla Neighborhood Playhouse per intraprendere la carriera di attore.

### Il cinema

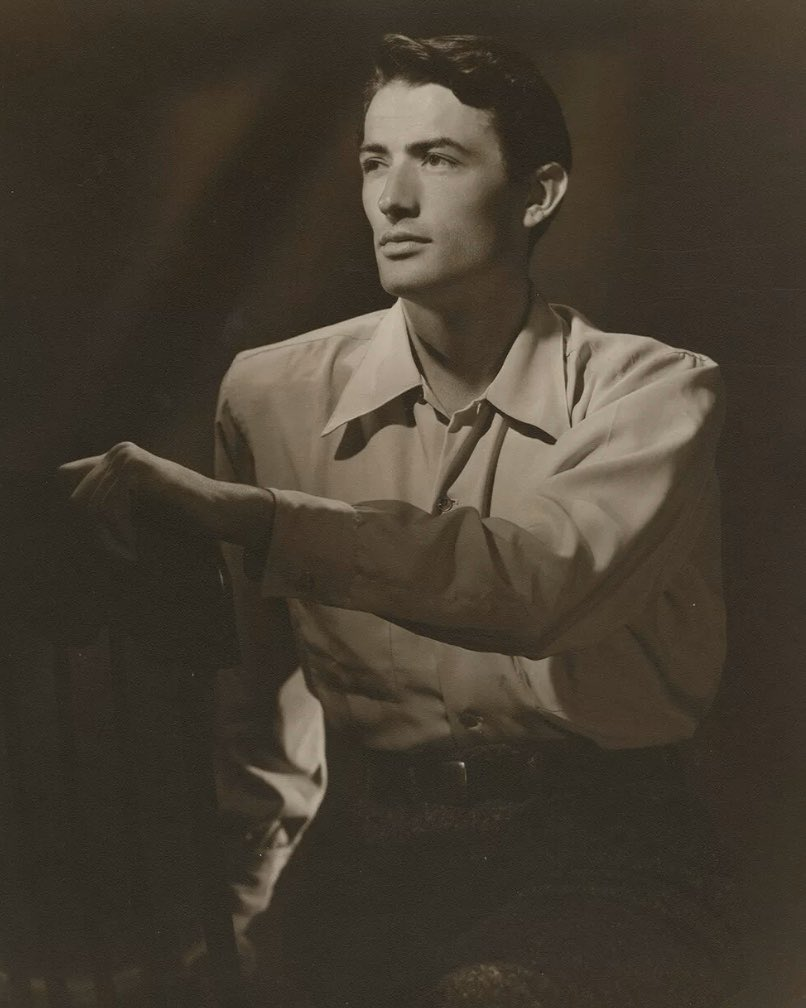
Gregory Peck nel 1943

Dopo alcuni anni di attività teatrale, nel 1944 il ventottenne Peck ottenne il suo primo contratto cinematografico per il ruolo di protagonista nel film Tamara, figlia della steppa (1944): nel ruolo di un partigiano russo, venne subito notato per la sua recitazione misurata e per il suo gradevole aspetto fisico, caratteristiche che lo renderanno particolarmente adatto alle commedie e ai film romantici. Subito dopo girò Le chiavi del paradiso (1944), nel ruolo di un giovane prete, per cui ottenne la sua prima candidatura all'Oscar, seguito l'anno successivo da La valle del destino (1945), accanto a Greer Garson.
Sempre nel 1945 la sua carriera ebbe una svolta, grazie all'incontro con il regista Alfred Hitchcock, il "mago del brivido", il quale lo affiancò alla star Ingrid Bergman nel giallo psicologico Io ti salverò (1945). Il film, che mostrò un volto nuovo dell'attore, più tormentato e misterioso, ebbe un tale successo che Peck venne successivamente chiamato a lavorare con altri grandi maestri della regia, come Clarence Brown per Il cucciolo (1946), per il quale ottenne la seconda candidatura all'Oscar, King Vidor per il western Duello al sole (1946), in cui recitò insieme a Jennifer Jones e Lionel Barrymore, ancora Hitchcock per il legal-thriller Il caso Paradine (1947), in coppia con Alida Valli, e infine Elia Kazan in Barriera invisibile (1947), un duro atto di accusa contro l'antisemitismo che procurò a Peck la sua terza candidatura all'Oscar.
Nel film Il grande peccatore (1949), diretto da Robert Siodmak, recitò per la prima volta accanto ad Ava Gardner, che ritroverà in altri tre film successivi. Il decennio si chiuse con il film bellico Cielo di fuoco (1949), che gli valse la quarta candidatura all'Oscar, e i due western Cielo giallo (1948) e Romantico avventuriero (1950).

### Il successo negli anni cinquanta

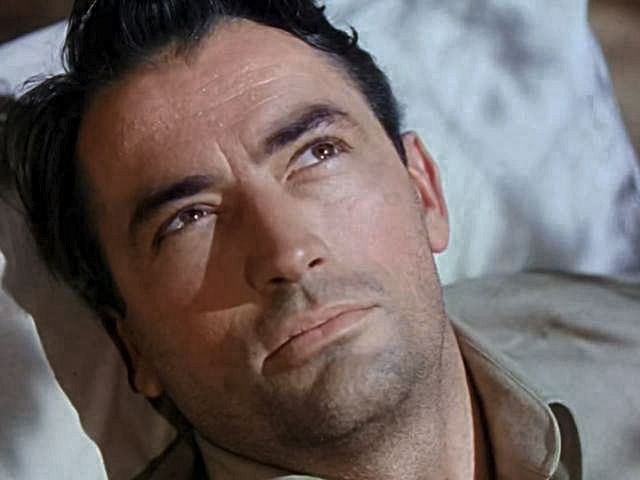
Gregory Peck nel film Le nevi del Chilimangiaro (1952)

Durante gli anni cinquanta Peck consolidò il suo enorme successo sul grande schermo e la sua popolarità presso il pubblico. Dopo il biblico David e Betsabea (1951) con Susan Hayward, e il western L'avamposto degli uomini perduti (1951), interpretò la figura di Ernest Hemingway in Le nevi del Chilimangiaro (1952), affiancato nuovamente a Susan Hayward e ad Ava Gardner, mentre l'anno successivo fu diretto da William Wyler nella commedia romantica Vacanze romane (1953), accanto a Audrey Hepburn, dove impersonò l'affascinante giornalista che si innamora della principessa in fuga.
Peck lavorò sempre con registi di grande fama: John Huston in Moby Dick, la balena bianca (1956), in cui interpretò il capitano Achab, Vincente Minnelli in La donna del destino (1957) con Lauren Bacall, nuovamente Wyler in Il grande paese (1958), con Charlton Heston, Henry King in Adorabile infedele (1959), dove impersonò lo scrittore Francis Scott Fitzgerald, e Stanley Kramer in L'ultima spiaggia (1959), film di pesante critica alla guerra nucleare, con un cast all-stars formato anche da Ava Gardner, Fred Astaire e Anthony Perkins.

### L'Oscar

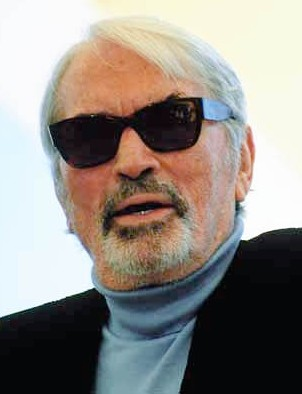
Gregory Peck a Cannes nel 2000

Il film Il buio oltre la siepe (1962) di Robert Mulligan consacrò Gregory Peck, facendogli vincere il premio Oscar al miglior attore nel 1963, grazie alla sua interpretazione dell'avvocato idealista Atticus Finch.
Dopo la metà degli anni sessanta iniziò il tramonto artistico di attori come Cary Grant (che si ritirò dalle scene nel 1966) e James Stewart, destinato a ricoprire ruoli minori in film sempre più commerciali; tale fenomeno non risparmiò neppure Gregory Peck, che pure recitò ancora in pregevoli film come Il promontorio della paura (1961) di J. Lee Thompson con Robert Mitchum, ...e venne il giorno della vendetta (1963) di Fred Zinnemann e Arabesque (1966) di Stanley Donen, in cui affiancò Sophia Loren, La notte dell'agguato (1968) di Robert Mulligan, in coppia con Eva Marie Saint, L'oro di Mackenna (1969) di J. Lee Thompson e Abbandonati nello spazio (1969) con Lee Grant.
Durante gli anni settanta ottenne ancora un grande successo mondiale con l'inquietante thriller Il presagio (1976) ma lavorò anche in pellicole meno fortunate, tra cui I ragazzi venuti dal Brasile (1978) di Franklin J. Schaffner, con Laurence Olivier, in cui impersonò il sadico medico Josef Mengele. Nel 1991, chiamato da  Martin Scorsese, apparve in un cameo in Cape Fear - Il promontorio della paura (1991), rifacimento dell'omonimo film nel quale aveva recitato nel 1961 (stavolta accanto a Robert De Niro, Nick Nolte e Jessica Lange). Da ricordare anche la sua interpretazione nella commedia I soldi degli altri (1991), nel ruolo di Andrew Jorgenson, proprietario di una piccola ditta specializzata nella produzione di fili e cavi.

## Vita privata

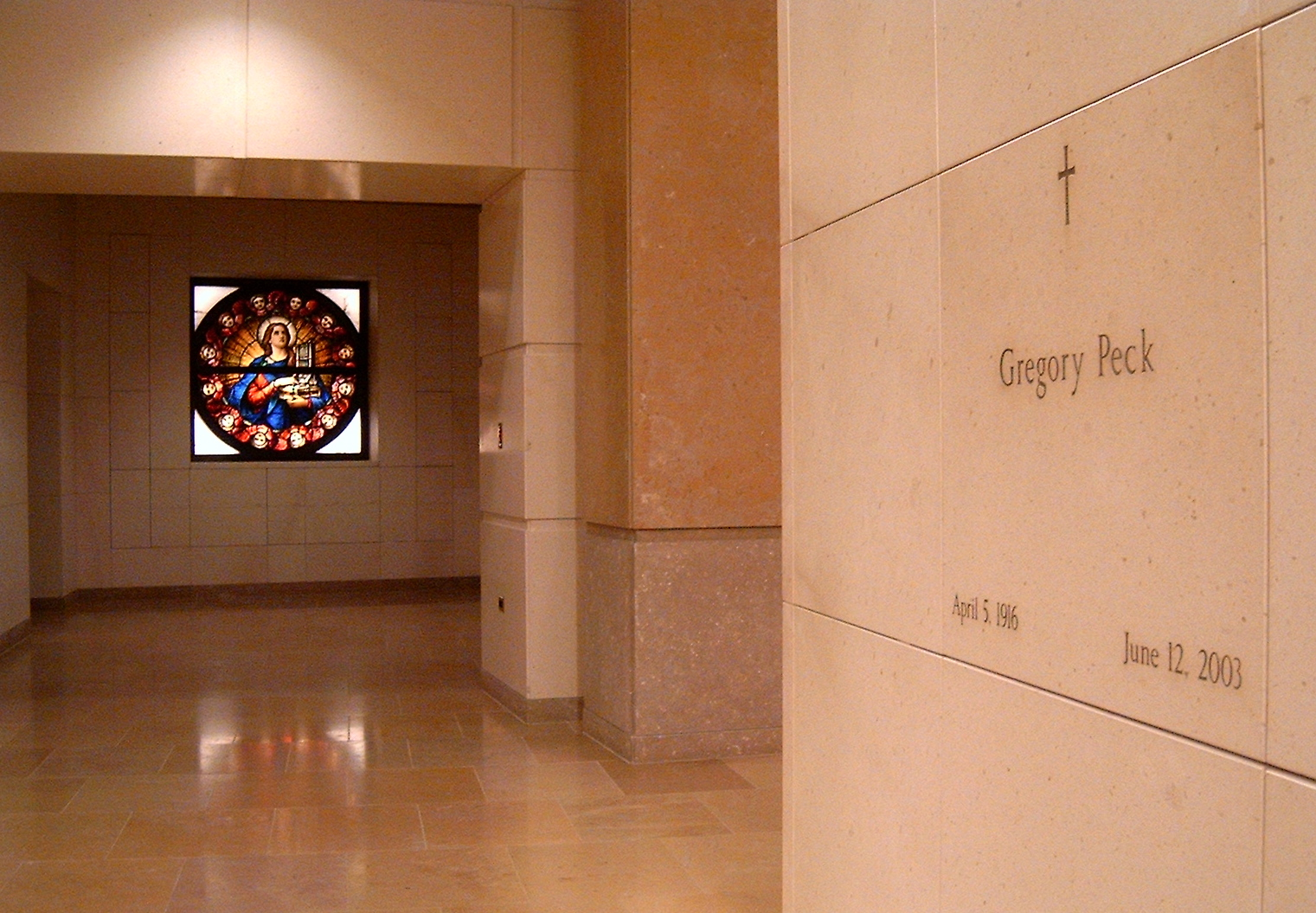
La tomba di Gregory Peck nella cattedrale di Los Angeles

Nell'ottobre 1942 Peck sposò Greta Kukkonen (1911–2008), statunitense di origini finlandesi, dalla quale ebbe tre figli: Jonathan (1944–1975), Stephen (n. 1946) e Carey Paul (n. 1949). La coppia divorziò il 31 dicembre 1955.
Nel periodo di questo matrimonio Peck ebbe una breve relazione con la sua coprotagonista in Io ti salverò, Ingrid Bergman.
Nel 1956, dopo che il suo divorzio dalla Kukkonen fu sancito, Peck sposò Veronique Passani (1932–2012), una giornalista parigina che lo aveva intervistato nel 1952, prima che Peck venisse in Italia a girare Vacanze romane. Egli la invitò sei mesi dopo a cena e divennero inseparabili. La coppia ebbe un figlio, Anthony (n. 1956, ex marito della modella Cheryl Tiegs), e una figlia, Cecilia (n. 1958). La coppia rimase unita fino alla morte di lui. 
Il primo figlio di Peck, Jonathan, fu trovato morto in casa propria il 26 giugno 1975, e le autorità lo ritennero vittima di un suicidio.
Peck ebbe nipoti da entrambi i matrimoni. Uno di essi è l'attore Ethan Peck.
Peck è morto a Los Angeles il 12 giugno 2003, all'età di 87 anni, a causa di una broncopolmonite. La sua salma è stata tumulata nella cripta mausoleo della cattedrale di Nostra Signora degli Angeli di Los Angeles.

## Filmografia

### Cinema
- Tamara, figlia della steppa (Days of Glory), regia di Jacques Tourneur (1944)
- Le chiavi del paradiso (The Keys of the Kingdom), regia di John M. Stahl (1944)
- La valle del destino (The Valley of Decision), regia di Tay Garnett (1945)
- Io ti salverò (Spellbound), regia di Alfred Hitchcock (1945)
- Il cucciolo (The Yearling), regia di Clarence Brown (1946)
- Duello al sole (Duel in the Sun), regia di King Vidor (1946)
- Passione selvaggia (The Macomber Affair), regia di Zoltan Korda (1947)
- Barriera invisibile (Gentleman's Agreement), regia di Elia Kazan (1947)
- Il caso Paradine (The Paradine Case), regia di Alfred Hitchcock (1947)
- Cielo giallo (Yellow Sky), regia di William A. Wellman (1948)
- Il grande peccatore (The Great Sinner), regia di Robert Siodmak (1949)
- Cielo di fuoco (Twelve O'Clock High), regia di Henry King (1949)
- Romantico avventuriero (The Gunfighter), regia di Henry King (1950)
- Le avventure del capitano Hornblower, il temerario (Captain Horatio Hornblower R.N.), regia di Raoul Walsh (1951)
- L'avamposto degli uomini perduti (Only the Valiant), regia di Gordon Douglas (1951)
- David e Betsabea (David and Bathsheba), regia di Henry King (1951)
- Il mondo nelle mie braccia (The World in His Arms), regia di Raoul Walsh (1952)
- Le nevi del Chilimangiaro (The Snows of Kilimanjaro), regia di Henry King (1952)
- Vacanze romane (Roman Holiday), regia di William Wyler (1953)
- Il forestiero (The Million Pound Note), regia di Ronald Neame (1953)
- Gente di notte (Night People), regia di Nunnally Johnson (1954)
- Pianura rossa (The Purple Plain), regia di Robert Parrish (1954)
- L'uomo dal vestito grigio (The Man in the Gray Flannel Suit), regia di Nunnally Johnson (1956)
- Moby Dick, la balena bianca (Moby Dick), regia di John Huston (1956)
- La donna del destino (Designing Woman), regia di Vincente Minnelli (1957)
- Bravados (The Bravados), regia di Henry King (1958)
- Il grande paese (The Big Country), regia di William Wyler (1958)
- 38º parallelo: missione compiuta (Pork Chop Hill), regia di Lewis Milestone (1959)
- Adorabile infedele (Beloved Infidel), regia di Henry King (1959)
- L'ultima spiaggia (On the Beach), regia di Stanley Kramer (1959)
- I cannoni di Navarone (The Guns of Navarone), regia di J. Lee Thompson (1961)
- Il promontorio della paura (Cape Fear), regia di J. Lee Thompson (1962)
- La conquista del West (How the West Was Won), regia di John Ford, Henry Hathaway e George Marshall (1962)
- Il buio oltre la siepe (To Kill a Mockingbird), regia di Robert Mulligan (1962)
- Capitan Newman (Captain Newman, M.D.), regia di David Miller (1963)
- ...e venne il giorno della vendetta (Behold a Pale Horse), regia di Fred Zinnemann (1964)
- Mirage, regia di Edward Dmytryk (1965)
- Arabesque, regia di Stanley Donen (1966)
- La notte dell'agguato (The Stalking Moon), regia di Robert Mulligan (1968)
- L'oro di Mackenna (Mackenna's Gold), regia di J. Lee Thompson (1969)
- La lunga ombra gialla (The Chairman), regia di J. Lee Thompson (1969)
- Abbandonati nello spazio (Marooned), regia di John Sturges (1969)
- Un uomo senza scampo (I Walk the Line), regia di John Frankenheimer (1970)
- Il solitario di Rio Grande (Shoot Out), regia di Henry Hathaway (1971)
- La mia pistola per Billy (Billy Two Hats), regia di Ted Kotcheff (1974)
- Il presagio (The Omen), regia di Richard Donner (1976)
- MacArthur il generale ribelle (MacArthur), regia di Joseph Sargent (1977)
- I ragazzi venuti dal Brasile (The Boys from Brazil), regia di Franklin J. Schaffner (1978)
- L'oca selvaggia colpisce ancora (The Sea Wolves), regia di Andrew V. McLaglen (1980)
- La protesta del silenzio (Amazing Grace and Chuck), regia di Mike Newell (1987)
- Old Gringo - Il vecchio gringo (Old Gringo), regia di Luis Puenzo (1989)
- I soldi degli altri (Other People's Money), regia di Norman Jewison (1991)
- Cape Fear - Il promontorio della paura (Cape Fear), regia di Martin Scorsese (1991)

### Televisione
- The Dick Powell Show – serie TV, episodio 2x15 (1963)
- Il grigio e il blu (The Blue and the Gray), regia di Andrew V. McLaglen – miniserie TV (1982)
- Scarlatto e nero (The Scarlet and the Black), regia di Jerry London – film TV (1983)
- The Will Rogers Follies, regia di Walter C. Miller – film TV (1991) - voce
- Ritratti (The Portrait), regia di Arthur Penn – film TV (1993)
- Moby Dick, regia di Franc Roddam – miniserie TV (1998)

## Omaggi
- Viene citato nel testo della canzone Flagra di Rita Lee.

## Riconoscimenti
- Premio Oscar
  - 1946 – Candidatura al miglior attore per Le chiavi del paradiso
  - 1947 – Candidatura al miglior attore per Il cucciolo
  - 1948 – Candidatura al miglior attore per Barriera invisibile
  - 1950 – Candidatura al miglior attore per Cielo di fuoco
  - 1963 – Miglior attore protagonista per Il buio oltre la siepe
  - 1968 – Premio umanitario Jean Hersholt

- Golden Globe
  - 1947 – Miglior attore in un film drammatico per Il cucciolo
  - 1963 – Miglior attore in un film drammatico per Il buio oltre la siepe
  - 1964 – Candidatura al miglior attore in un film drammatico per Capitan Newman
  - 1978 – Candidatura al miglior attore in un film drammatico per MacArthur il generale ribelle
  - 1979 – Candidatura al miglior attore in un film drammatico per I ragazzi venuti dal Brasile
  - 1999 – Miglior attore non protagonista in una serie per Moby Dick

## Doppiatori italiani
Nelle versioni in italiano dei suoi film, Gregory Peck è stato doppiato da:
- Emilio Cigoli in Tamara figlia della steppa, Le chiavi del paradiso, Io ti salverò, Duello al sole, Passione selvaggia, Barriera invisibile, Il caso Paradine, Cielo giallo, Il grande peccatore, Cielo di fuoco, Romantico avventuriero, Le avventure del capitano Hornblower, il temerario, L'avamposto degli uomini perduti, David e Betsabea, Il mondo nelle mie braccia, Le nevi del Chilimangiaro, Vacanze romane, Il forestiero, Gente di notte, Pianura rossa, L'uomo dal vestito grigio, Moby Dick, la balena bianca, La donna del destino, Bravados, Il grande paese, 38º parallelo: missione compiuta, Adorabile infedele, L'ultima spiaggia, I cannoni di Navarone, Il promontorio della paura, Il buio oltre la siepe, La conquista del West, Capitan Newman, ...e venne il giorno della vendetta, Mirage, La lunga ombra gialla, McArthur il generale ribelle
- Giuseppe Rinaldi in Arabesque, Il solitario di Rio Grande, L'oca selvaggia colpisce ancora, I soldi degli altri
- Pino Locchi ne La protesta del silenzio, Old Gringo - Il vecchio gringo, Cape Fear - Il promontorio della paura
- Sergio Fantoni in Abbandonati nello spazio, Un uomo senza scampo
- Renato Izzo in La mia pistola per Billy, Scarlatto e nero
- Mario Pisu in Il cucciolo
- Nino Pavese in La valle del destino
- Sergio Graziani in L'oro di Mackenna
- Gigi Proietti in La notte dell'agguato
- Massimo Foschi in Il presagio
- Michele Kalamera in I ragazzi venuti dal Brasile
- Giancarlo Maestri in Il cucciolo (ridoppiaggio)
- Gianni Bertoncin in Passione selvaggia (ridoppiaggio)